# Crossfader

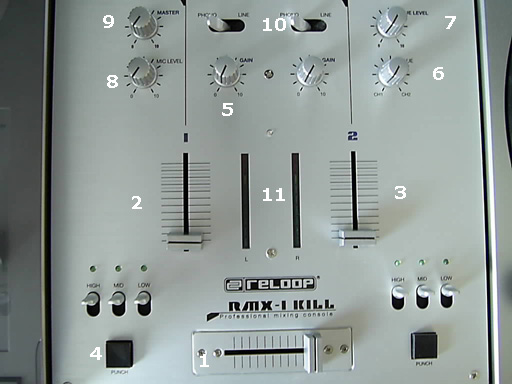
Mikser z widocznym crossfaderem - oznaczonym na zdjęciu cyfrą 1.

Crossfader – element miksera podobny do suwaka, odpowiedzialny za płynne przejście pomiędzy sygnałem z jednego źródła a drugim sygnałem z drugiego źródła.
Działanie crossfadera w uproszczeniu można opisać tak: Kiedy suwak crossfadera znajduje się z lewej strony, to sygnał z pierwszego źródła (z pierwszego kanału) jest transmitowany na wyjście miksera, jeśli suwak crossfadera jest po prawej stronie, to sygnał z drugiego źródła (drugiego kanału) transmitowany jest na wyjście miksera, jeśli suwak crossfadera jest pośrodku, to sygnały z obydwu źródeł (obydwu kanałów) są transmitowane na wyjście miksera. Suwak crossfadera można płynnie przesuwać, i co za tym idzie, płynnie mieszać dwa sygnały.
Crossfader wykorzystywany jest głównie przez DJ-ów do tworzenia płynnych przejść pomiędzy jednym utworem a drugim oraz do wyciszania fragmentów dźwięku (tzw. cięcia) w niektórych technikach scratchu.